# Hede Lütjen
Hede Lütjen geb. Fritsch (* 12. Juni 1938 in Bremen; † 29. Dezember 1983 in Bremen) war eine deutsche Politikerin (SPD).

## Leben
Lütjen war die Tochter eines Elektrikers und Enkelin von Burchard Fritsch (USPD, SPD), Bremer Bürgerschaftsabgeordneter von 1919 bis 1933. Sie hatte einen Bruder Berthold Fritsch. Lütjen besuchte die Grundschule und anschließend das Gymnasium. Danach machte sie eine kaufmännische Lehre und arbeitete in diesem Beruf, später als Buchhalterin.
Lütjen war mit Martin Lütjen (1933–2007) verheiratet; beide hatten drei Kinder.

## Politik

### Gewerkschaft und Partei
1956 wurde Lütjen Mitglied der Gewerkschaft Handel, Banken und Versicherungen (HBV). 1959 trat sie der SPD bei und war im SPD-Ortsverein Habenhausen und in der Arbeiterwohlfahrt (AWO) aktiv. Ab 1971 arbeitete sie in der SPD-Arbeitsgemeinschaft Sozialdemokratischer Frauen (ASF) und wurde erstmals 1972 als Beisitzerin in den Vorstand gewählt. 1976 wurde sie in den Vorstand der SPD Bremen gewählt. Sie war Vorsitzende der SPD-Landeskommission Soziale Sicherheit.

### Bürgerschaft
Von 1971 bis 1983, also von der 8. bis zur beginnenden 11. Wahlperiode, war sie Mitglied der Bremischen Bürgerschaft. Sie war deshalb ab 1979 Rundfunkrätin von Radio Bremen (RB). 1972 wurde sie  Vorsitzende der Deputation für Ernährung und Landwirtschaft. Sie war deshalb im Vorstand der Verbraucherzentrale und wurde 1979 Vorstandsvorsitzende. Kritik erntete sie von der Gewerkschaft HBV, als sie sich für flexiblere Ladenschlusszeiten einsetzte. 1980 wurde sie Mitglied des Haushalts-, Grundstück- und Bürgerschaftsausschusses. 1980 setzte sie sich dafür ein, dass Angebote von Beratung und Möglichkeiten eines Schwangerschaftsabbruchs beibehalten werden sollten mit den Worten: „Keiner hat das Recht, den moralischen Zeigefinger zu erheben, wenn sich eine Frau gegen das Austragen des Kindes entscheidet.“

### Senat
1982 forderte die ASF der SPD, dass bei der nächsten Senatsbildung mindestens eine Senatorin vorzuschlagen sei. Lütjen wurde am 10. November 1983 zur Bremer Umweltsenatorin in den Senat von Hans Koschnick (Senat Koschnick V) berufen. Sie erkrankte jedoch sehr schwer und starb schließlich. So war sie vom 10. November bis zum 29. Dezember 1983 Umweltsenatorin ohne Amtsantritt; der frühere Umweltsenator Herbert Brückner vertrat sie in dieser Zeit. Eva-Maria Lemke folgte ihr ab Januar 1984 in diesem Amt.

## Ehrungen
Die Hede-Lütjen-Straße in Bremen-Arsten wurde nach ihr benannt.